# خارجي (طب)
الخارجي أو الخارجيّة هي مصطلح من نظام الرعاية الصحية ويصنف نوع العلاج أو الرعاية المقدمة للمريض حسب مكان الإقامة وطولها. فهو علاج أو رعاية مريض بغير قَبوله في منشأة للمرضى مريضًا داخليًّا وعادة ما تكون الإقامة لمدة تقل عن 24 ساعة. مكان علاج المرضى الخارجيين في المستشفى هو العيادات الخارجية أو العيادات الشاملة. تُعد عيادة الطبيب مكانًا نموذجيًا للعلاج الخارجيّ. تسمى الرعاية المنزلية للأشخاص المحتاجين للرعاية خارجيةً أيضًا.

## المرجع
1. ↑  Anne Berghöfer (2020-04). "ambulant". Pschyrembel online – pschyrembel.de. اطلع عليه بتاريخ 2020-12-05. {{استشهاد ويب}}: تحقق من التاريخ في: |date= (مساعدة)